# Resolutie 1215 Veiligheidsraad Verenigde Naties
Resolutie 1215 van de Veiligheidsraad van de Verenigde Naties werd unaniem door de VN-Veiligheidsraad aangenomen op 17 december 1998.

## Achtergrond
Begin jaren 1970 ontstond een conflict tussen Spanje, Marokko, Mauritanië en de Westelijke Sahara zelf over de Westelijke Sahara dat tot dan in Spaanse handen was. Marokko legitimeerde zijn aanspraak op basis van historische banden met het gebied. Nadat Spanje het gebied opgaf bezette Marokko er twee derde van. Het land is nog steeds in conflict met Polisario dat met steun van Algerije de onafhankelijkheid blijft nastreven. Begin jaren 1990 kwam een plan op tafel om de bevolking van de Westelijke Sahara via een volksraadpleging zelf te laten beslissen over de toekomst van het land. Het was de taak van de VN-missie MINURSO om dat referendum op poten te zetten. Het plan strandde later echter door aanhoudende onenigheid tussen de beide partijen waardoor ook de missie nog steeds ter plaatse is.

## Inhoud

### Waarnemingen
- Herinnert aan de eerdere VN-resoluties over de Westelijke Sahara.
- Verwelkomt het rapport van de secretaris-generaal.
- Neemt nota van Marokko's positie en Polisario's aanvaarding van de maatregelen om de uitvoering van het VN-plan vooruit te helpen.

### Handelingen
De Veiligheidsraad verlengde MINURSO's
mandaat tot 31 januari 1999. De partijen en betrokken landen werden opgeroepen zo snel mogelijk het
protocol over de terugkeer van vluchtelingen te ondertekenen met het kantoor van de
hoge commissaris voor de Vluchtelingen (UNHCR). Beide partijen werden ook opgeroepen actie te ondernemen om
te zorgen dat de UNHCR met de voorbereiding hiervan kon beginnen. Bij Marokko werd ook aangedrongen op het
afsluiten van een status of forces-akkoord, zodat militaire MINURSO-eenheden konden worden ingezet.

## Verwante resoluties
- Resolutie 1198 Veiligheidsraad Verenigde Naties
- Resolutie 1204 Veiligheidsraad Verenigde Naties
- Resolutie 1224 Veiligheidsraad Verenigde Naties (1999)
- Resolutie 1228 Veiligheidsraad Verenigde Naties (1999)

Lijst ·  1147 ·  1148 ·  1149 ·  1150 ·  1151 ·  1152 ·  1153 ·  1154 ·  1155 ·  1156 ·  1157 ·  1158 ·  1159 ·  1160 ·  1161 ·  1162 ·  1163 ·  1164 ·  1165 ·  1166 ·  1167 ·  1168 ·  1169 ·  1170 ·  1171 ·  1172 ·  1173 ·  1174 ·  1175 ·  1176 ·  1177 ·  1178 ·  1179 ·  1180 ·  1181 ·  1182 ·  1183 ·  1184 ·  1185 ·  1186 ·  1187 ·  1188 ·  1189 ·  1190 ·  1191 ·  1192 ·  1193 ·  1194 ·  1195 ·  1196 ·  1197 ·  1198 ·  1199 ·  1200 ·  1201 ·  1202 ·  1203 ·  1204 ·  1205 ·  1206 ·  1207 ·  1208 ·  1209 ·  1210 ·  1211 ·  1212 ·  1213 ·  1214 ·  1215 ·  1216 ·  1217 ·  1218 ·  1219